# Ferdinand Peeters
Ferdinand 'Nand' Peeters (Mechelen, 13 oktober 1918 - Turnhout, 27 december 1998) was een Belgische gynaecoloog en wetenschapper. Hij heeft de juiste concentratie van de anticonceptiepil bepaald

## Biografie
Peeters was gynaecoloog te Turnhout. Eerst was hij verbonden aan de Katholieke Universiteit Leuven, later aan de Universiteit Gent. Hij was gehuwd met Paula Langbeen en hiermee had hij 6 kinderen. Ten gevolge van een beroerte was hij de laatste tien levensjaren zwaar verlamd.

## De pil

### Onderzoek
Om een einde te maken aan de Kempense wantoestanden waarmee hij in zijn dagelijkse praktijk geconfronteerd werd, ging dokter Ferdinand Peeters op zoek naar een middel waarmee de vrouw, uit lijfsbehoud, zelf haar vruchtbaarheid kon regelen. De door de Amerikaanse bioloog Gregory Pincus in 1957 op de markt gebrachte anticonceptiepil Enovid had namelijk nog te veel neveneffecten en werd enkel toegelaten als middel tegen pijnlijke maandstonden.
In 1959 begon dr. Peeters vanuit zijn laboratorium in het Turnhoutse Sint-Elizabethziekenhuis aan een serie klinische tests met een hormonenpreparaat aangeboden door de Duitse firma Schering AG. Een half jaar lang testte hij samen met zijn assistenten Reimond Oeyen en Marcel Van Roy het preparaat op vijftig Kempense vrouwen voor wie het krijgen van nog meer kinderen een groot gezondheidsrisico vormde. Na tal van experimenten om de juiste (meer dan de helft lagere) dosering van de twee hormonen (progestageen en oestrogeen) te vinden, legde Peeters in 1960 de bevindingen voor aan Schering in Berlijn. De resultaten waren verbluffend. Niet een van de vrouwen werd zwanger en er waren nauwelijks bijwerkingen. Nadat Peeters' preparaat (SH 639) ook in de Verenigde Staten, Japan en het Verenigd Koninkrijk veilig en efficiënt was bevonden, bracht Schering de pil Anovlar in januari 1961 op de markt.

### Betekenis
Pincus erkende stilzwijgend de superioriteit van Peeters' pil door in juli 1961 de dosering van Enovid te halveren. Uiteindelijk was het dus Pincus die met de eer ging lopen en wereldwijd de geschiedenis in ging als de uitvinder van de anticonceptiepil.
In 1963, tijdens een audiëntie bij de toenmalige Paus Johannes XXIII, verdedigde Peeters zijn uitvinding, die hij een middel noemde om 'de vruchtbaarheidscyclus van de vrouw te regelen waardoor de periodieke onthouding veel efficiënter kon worden toegepast'. In 1964 hield Peeters met datzelfde argument een lezing op het eerste congres van katholieke dokters in Malta. Tijdens het Tweede Vaticaans Concilie (1962-1965) werd er onder katholieken over anticonceptie gediscussieerd. Peeters' optreden bleef niet onopgemerkt, want in 1965 bereikte het concilie een consensus met Gaudium et Spes. Daarin schreven de concilievaders dat het bereiken van 'een edelmoedige doch verantwoorde vruchtbaarheid' een zaak is tussen de echtelieden en God. Dit compromis werd door sommigen verkeerdelijk geïnterpreteerd als het stilzwijgend gedogen van de pil, maar in 1968 bevestigde Paus Paulus VI het verbod op kunstmatige vormen van anticonceptie in zijn encycliek Humanae Vitae.
Uiteindelijk zou Peeters' pil, hoewel het eigenlijk niet zijn bedoeling was, zowel in Amerika als in Europa een bijzonder krachtig emancipatorisch middel blijken dat de machtsbalans tussen mannen en vrouwen - en zodoende ook de hele samenleving - ingrijpend veranderde.
Na Anovlar stopte hij zijn onderzoek naar voorbehoedsmiddelen en werkte hij nog mee aan het geneesmiddel RhoGam van Ortho Pharmaceuticals. Dit medicijn zorgde ervoor dat vrouwen met een resusnegatieve bloedgroep en een resuspositieve foetus, toch nog kinderen konden krijgen.

## Uitvindersfamilie
Ferdinand Peeters' zoon Stefaan Peeters is ook werkzaam als wetenschapper. Sinds het begin van de jaren 1980 spitste Stefaan Peeters zich als wetenschapper aan de universiteit van Antwerpen (samen met prof. Jean Marquet – oorchirurg en wetenschapper) toe op de ontwikkeling van oorimplantaten. Hiermee stond hij aan de wieg van Antwerp Bionic Systems (ABS), een bedrijf dat bionisch onderzoek verricht en een spin off is van de Universiteit van Antwerpen en Leuven. ABS zette de ideeën en uitvindingen van Stefaan Peeters om in het hoorapparaat Laura, dat in 1989 op de markt kwam en volledig doven opnieuw beperkt gehoor gaf.
In 2004 richtte Stefaan Peeters samen met Nick Van Ruiten en Andrzej Zarowsk het biotech-bedrijf 3Win op, een Vlaams bedrijf dat zich toelegt op het ontwikkelen van actieve medische implantaten, met name neurostimulatoren, voor de behandeling van bewegingsstoornissen zoals de ziekte van Parkinson, dystonie en tremor.